# Lareiga flavomaculata
Lareiga flavomaculata är en stekelart som beskrevs av Cameron 1905. Lareiga flavomaculata ingår i släktet Lareiga och familjen brokparasitsteklar. Inga underarter finns listade i Catalogue of Life.